# 30943 Takeisakiyo
30943 Takeisakiyo è un asteroide della fascia principale. Scoperto nel 1994, presenta un'orbita caratterizzata da un semiasse maggiore pari a 2,757684 UA e da un'eccentricità di 0,174874, inclinata di 7,735641° rispetto all'eclittica. Ha un diametro di 10,097 km e un'albedo di 0,063.